# Elisabetta Fiorini Mazzanti
Elisabetta Fiorini Mazzanti, född 3 juni 1799 i Terracina, död 23 april 1879 i Rom, var en italiensk botaniker och vetenskaplig författare. Hon är främst känd för sin forskning inom bryologi och alger.